# 乙浜漁港

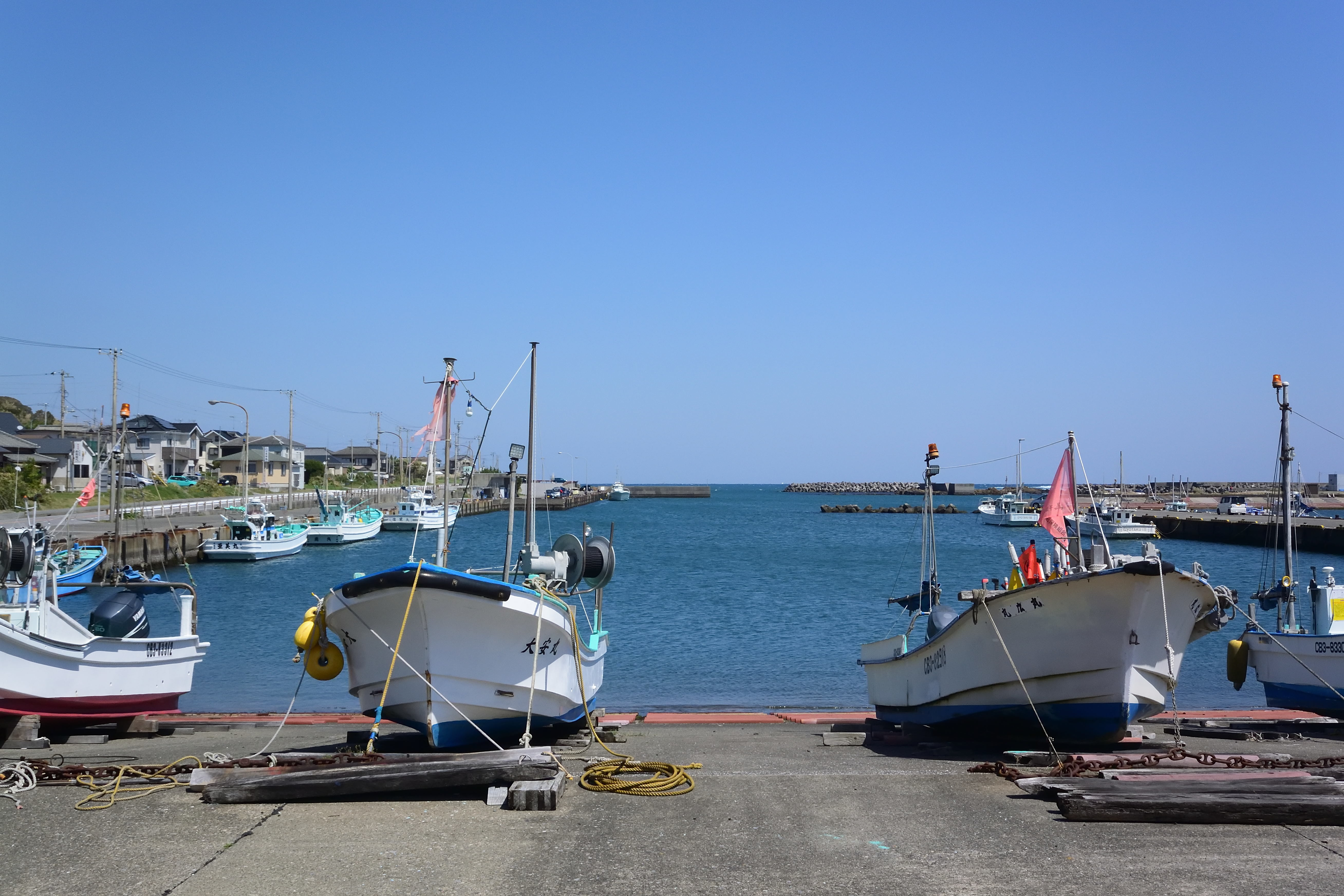
乙浜漁港

乙浜漁港（おとはまぎょこう）は、千葉県南房総市にある第4種漁港。房総半島の最南端に位置し、沖合漁業の避難港として位置付けられており、東沖防波堤の整備により荒天時の出入港にも安全に航行できる漁港を目指すとともに、自然調和型として藻が造成できる機能を持たせ、アワビ等の生育場として良好な生息環境が保全されるよう整備中である。

## 概要
- 管理者 - 千葉県農林水産部水産局
- 漁業協同組合 - 白浜町

## 沿革
- 1952年（昭和27年）2月29日 - 第4種漁港に指定

## 舞台となった作品
※発表年順
- 風来坊探偵 岬を渡る黒い風（1961年）